# Xolmis
Xolmis is een geslacht van zangvogels uit de familie tirannen (Tyrannidae).

## Soorten
Het geslacht kent de volgende soorten:
- Xolmis irupero – Witte monjita
- Xolmis velatus – Witstuitmonjita